# E271号線
E271号線 (E271ごうせん、英: European route E271) はベラルーシにあり、ミンスク – ホメリを結ぶ、欧州自動車道路のBクラス幹線道路。
- ベラルーシ
  - E28号線,E30号線 – ミンスク
  - アシポヴィーチ
  - バブルイスク
  - ジロビン
  - E95号線 – ホメリ